# Apus berliozi
El vencejo de Socotora, vencejo de Socotra o vencejo de Berlioz (Apus berliozi) es una especie de ave apodiforme de la familia Apodidae que vive en el extremo oriental de África. Su nombre científico hace honor al ornitólogo francés Jacques Berlioz.

## Distribución
Se encuentra en las zonas costeras de Somalia, Kenia y la isla de Socotora, perteneciente a Yemen.